# Riserva naturale Les Îles
La riserva naturale Les Îles (in francese, Réserve naturelle des Îles) è un'area naturale protetta nella Valle centrale della Valle d'Aosta istituita nel 1995 sui territori comunali di Brissogne, Nus, Quart e Saint-Marcel. La riserva sorge su un'area adibita dal 1982 ad oasi di conservazione della fauna.
La riserva Les Îles, delimitata a nord dalla Dora Baltea e situata alla sua confluenza con il torrente Saint-Marcel, vuole conservare uno degli ultimi ambienti ripari naturali lungo il corso fluviale. È caratterizzata da due laghi che attirano una ricca avifauna, con 40 specie nidificanti accertate negli ultimi dieci anni.

## Fauna

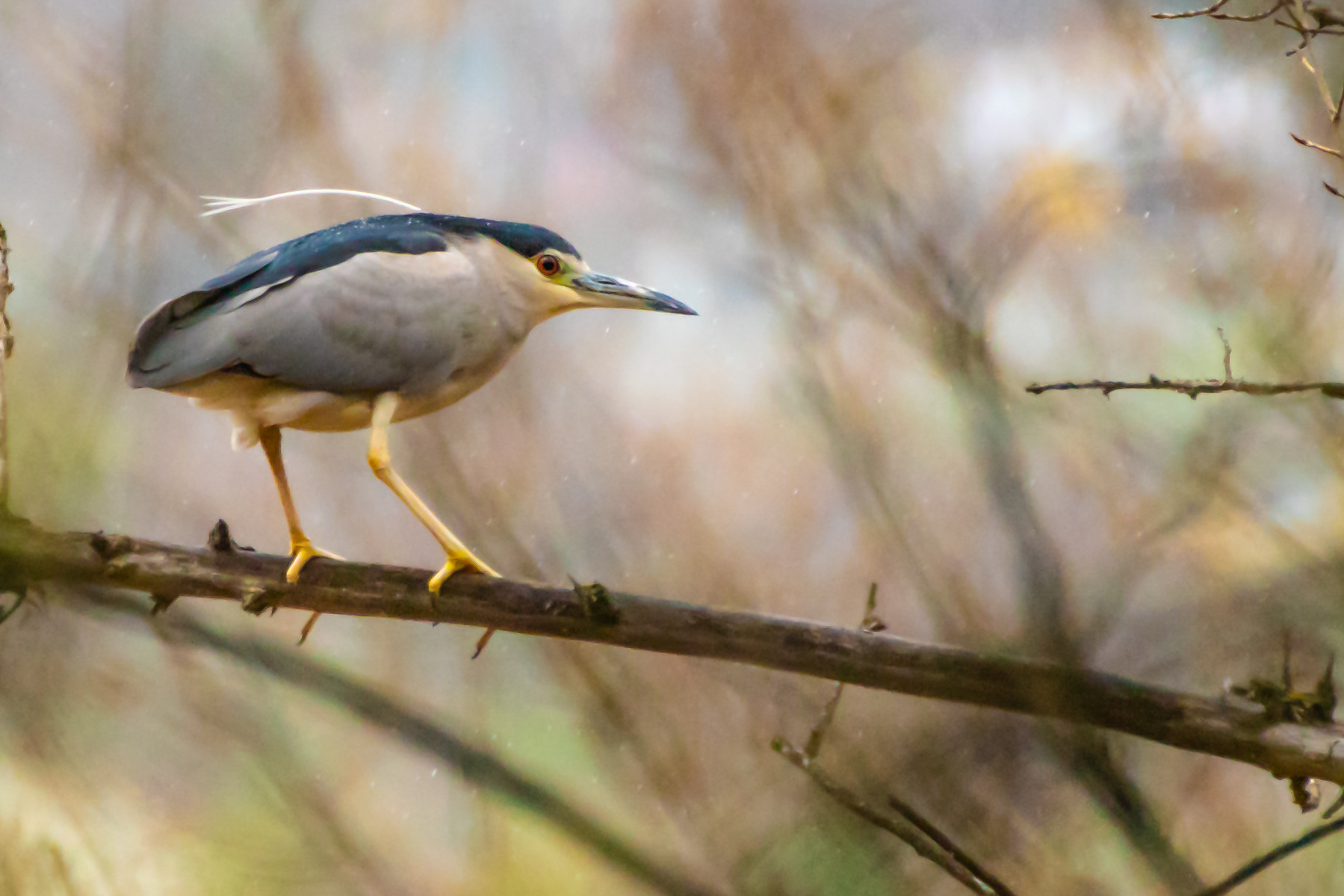
Nitticora (Nycticorax nycticorax)
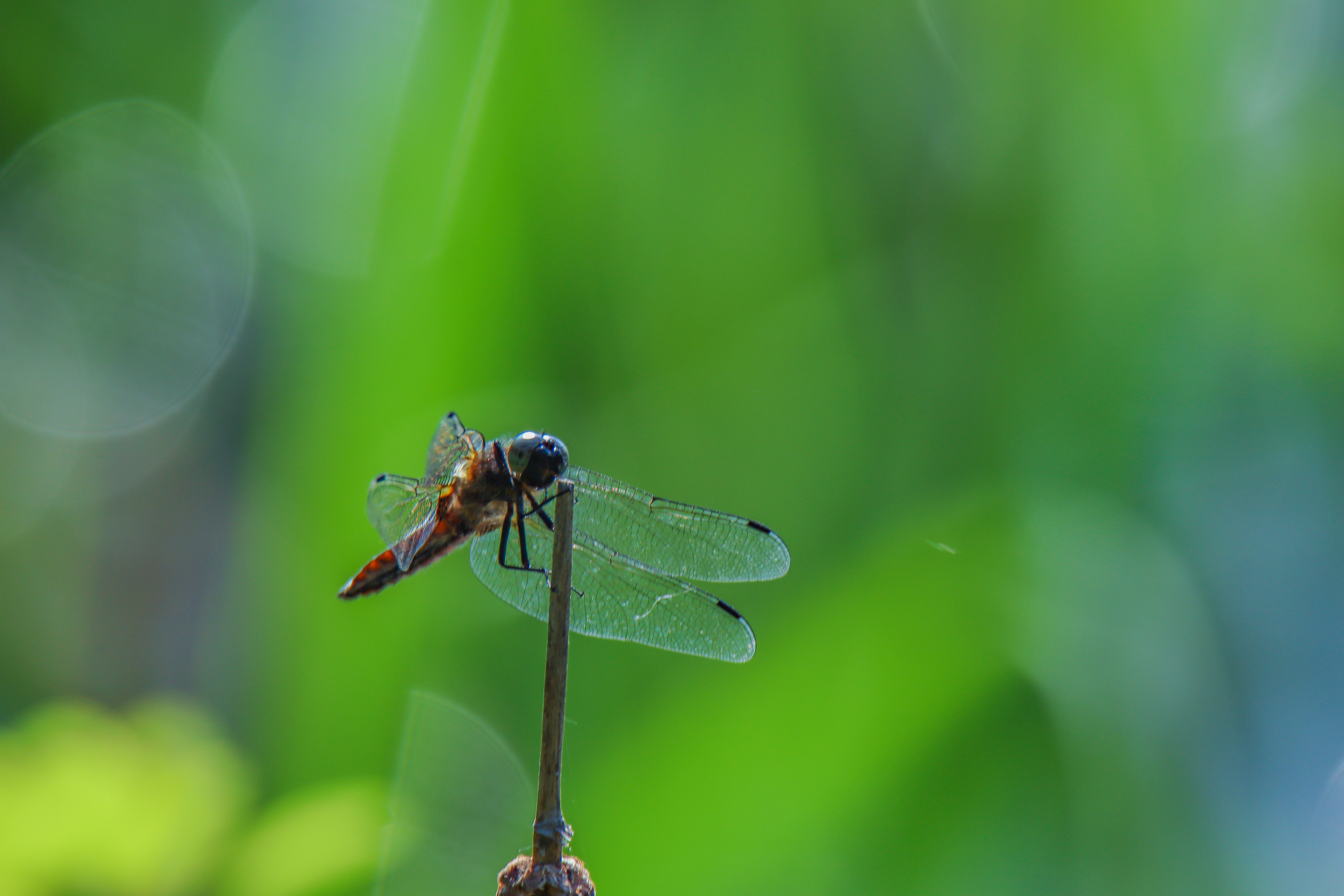
Libellula (Anisoptera sp.)
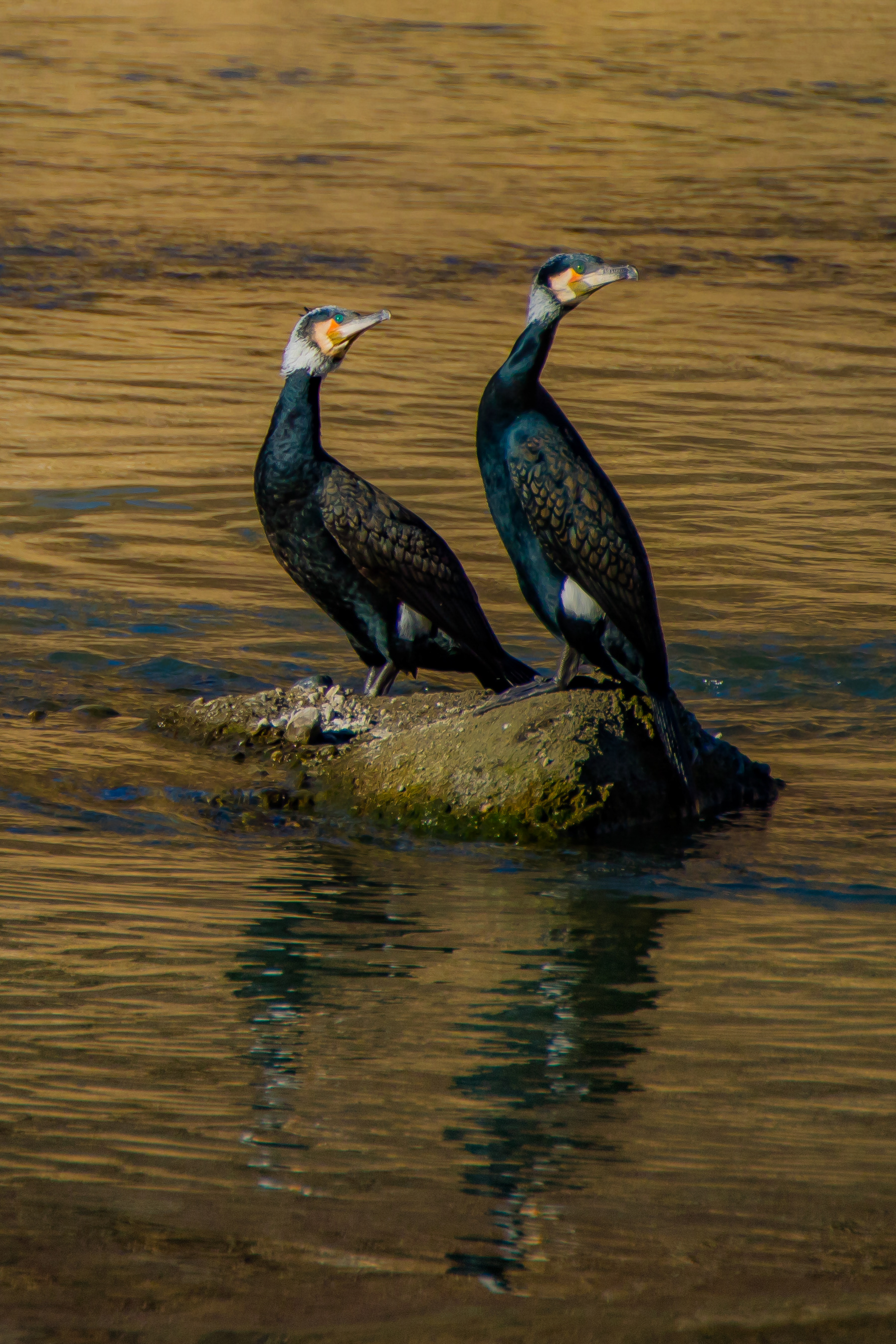
Due esemplari di cormorano comune (Phalacrocorax carbo)
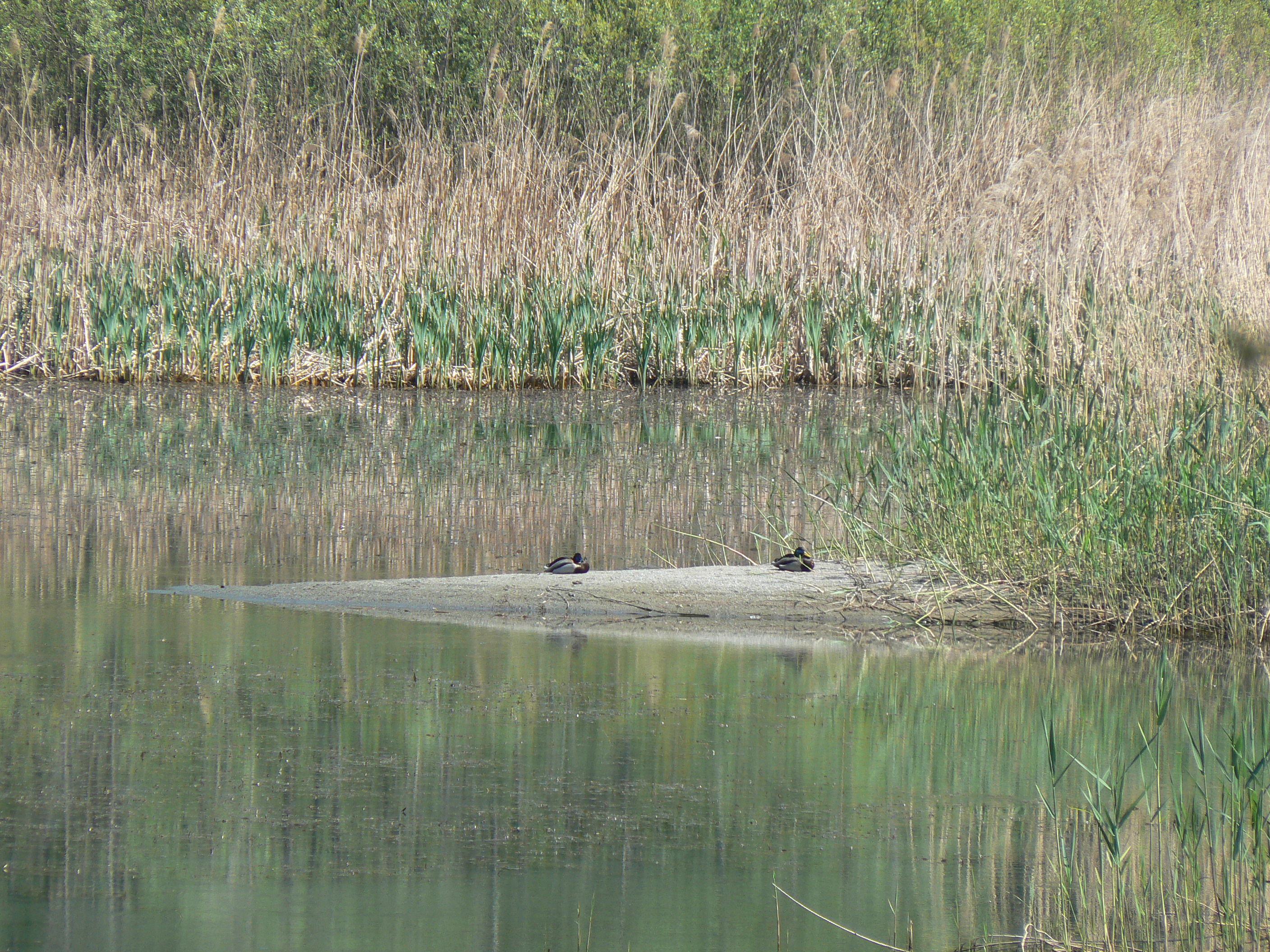

## Flora

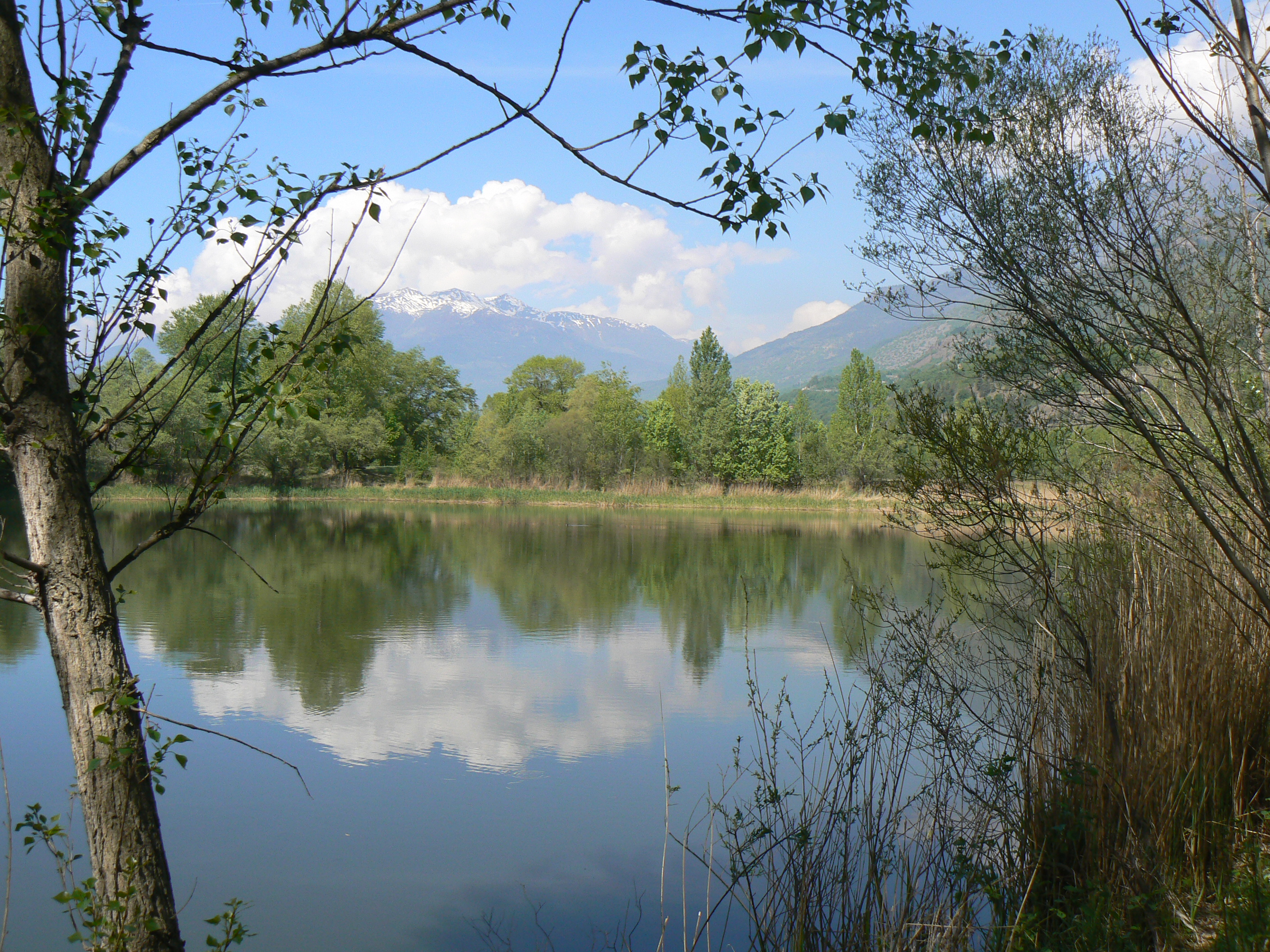
Il lago occidentale
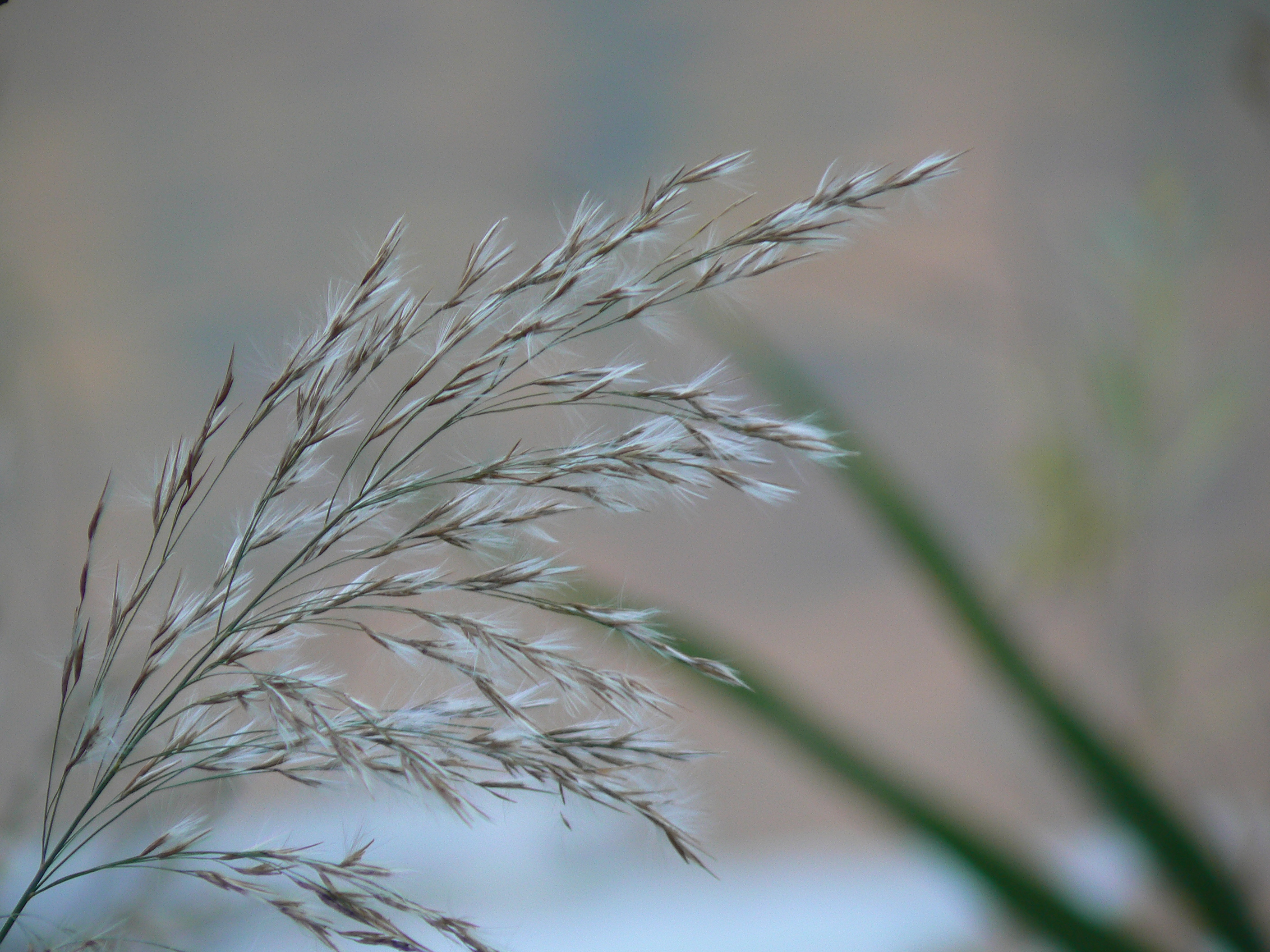
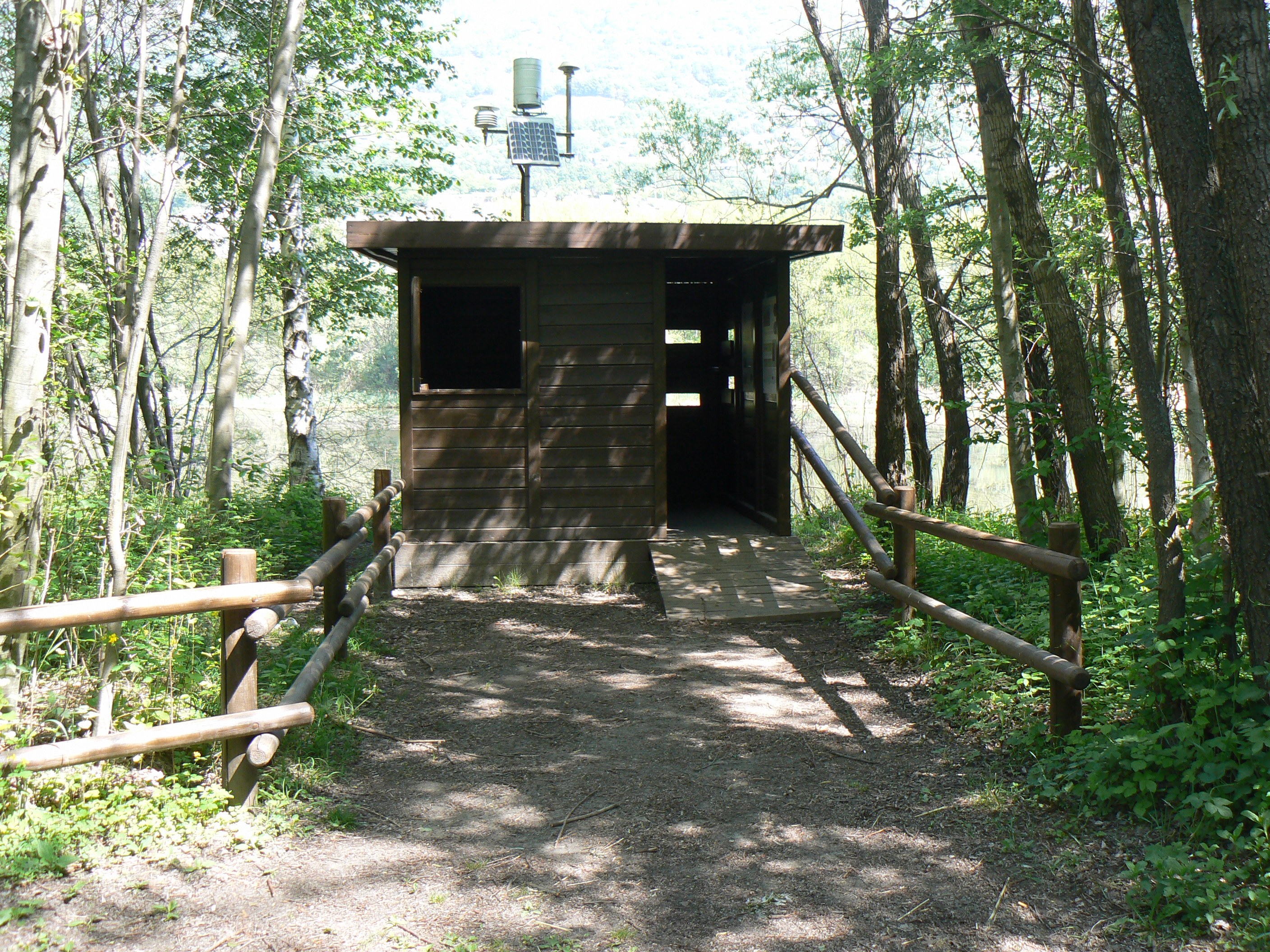
Capanno d'osservazione del lago orientale
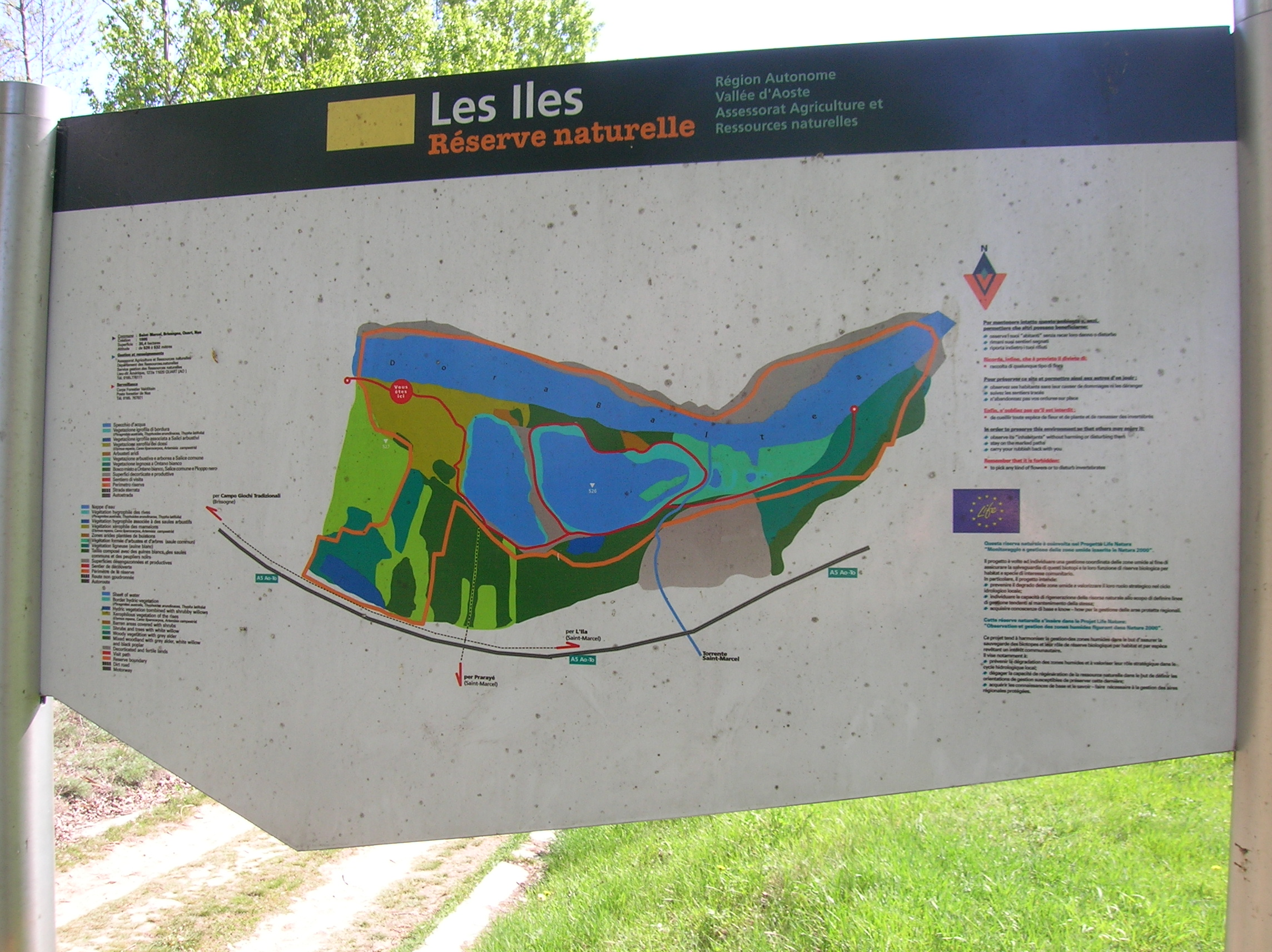